# Veron Načinović
Veron Načinović (* 7. März 2000 in Rijeka) ist ein kroatischer Handballspieler.

## Karriere

### Verein
Veron Načinović lernte das Handballspielen beim RK Zamet Rijeka, mit dem er am 28. Mai 2016 in der kroatischen Premijer Liga debütierte. In der Saison 2020/21 lief der 2,03 m große Kreisläufer für den slowenischen Rekordmeister RK Celje auf. Anschließend wechselte er zum französischen Rekordmeister Montpellier Handball. Mit Montpellier gewann er 2025 die Coupe de France.
Zur Saison 2025/26 wechselte er zum deutschen Bundesligisten THW Kiel, bei dem er einen Dreijahresvertrag unterschrieb.

### Nationalmannschaft
Mit der kroatischen Jugendnationalmannschaft gewann Veron Načinović beim Europäischen Olympischen Sommer-Jugendfestival 2017 die Bronzemedaille.
Mit der kroatischen A-Nationalmannschaft belegte er bei der Europameisterschaft 2022 den 8. Platz, dabei warf er drei Tore in vier Partien. Bei der Weltmeisterschaft 2025 warf Načinović zwei Tore in zwei Partien und gewann mit Kroatien die Silbermedaille.

### Saisonbilanzen
| Saison    | Verein          | Liga            | Spiele | Tore | 7 m | Feldtore |
| --------- | --------------- | --------------- | ------ | ---- | --- | -------- |
| 2015/16   | RK Zamet Rijeka | Premijer Liga   | 01     | 01   | 0   | 01       |
| 2016/17   | RK Zamet Rijeka | Premijer Liga   | 06     | 09   | 0   | 09       |
| 2017/18   | RK Zamet Rijeka | Premijer Liga   | 22     | 45   | 01  | 44       |
| 2018/19   | RK Zamet Rijeka | Premijer Liga   | 24     | 101  | 10  | 91       |
| 2019/20   | RK Zamet Rijeka | Premijer Liga   | 17     | 69   | 25  | 44       |
| 2020/21   | RK Celje        | Liga NLB        | 26     | 32   | 0   | 32       |
| 2021/22   | Montpellier HB  | Starligue       | 31     | 41   | 0   | 41       |
| 2022/23   | Montpellier HB  | Starligue       | 30     | 50   | 0   | 50       |
| 2023/24   | Montpellier HB  | Starligue       | 27     | 57   | 0   | 57       |
| 2024/25   | Montpellier HB  | Starligue       | 30     | 76   | 0   | 76       |
| 2015–2025 | Karriere gesamt | Karriere gesamt | 214    | 481  | 36  | 445      |

## Privates
Der Vater von Veron Načinović, Alvaro, wurde mit Kroatien 1996 Olympiasieger.